# Mike Whitmarsh
Mike Whitmarsh (* 18. Mai 1962 in San Diego, Kalifornien; † 17. Februar 2009 in Solana Beach, Kalifornien) war ein US-amerikanischer Basketball- und Beachvolleyballspieler.
Whitmarsh spielte zunächst College-Basketball an der University of San Diego, an der er auch Politik- und Wirtschaftswissenschaften studierte. 1984 konnte er seine Basketball-Mannschaft zum ersten West-Coast-Conference-Titel führen. 1985 schloss er sein Studium der Politikwissenschaften mit einem Bachelor-Titel ab und beendete auch sein Betriebswirtschaftsstudium erfolgreich. Bereits im Jahr 1984 wurde er in der fünften Runde von den Portland Trail Blazers gedraftet, spielte aber nie in der NBA. Er ging für drei Jahre zum Basketballspielen nach Deutschland, wo er u. a. für Alba Berlin spielte (Saison 1990/91).
Parallel hatte der 2,01 m große Whitmarsh 1986 begonnen, Volleyball zu spielen und wechselte schließlich 1990 zum Beachvolleyball, wo er durch die AVP, eine in Kalifornien ansässige Vereinigung für professionelles Beachvolleyball, zum „Rookie of the Year“ gewählt wurde. In den Folgejahren konnte er sich auf der AVP-Tour in der Weltspitze etablieren. Unrühmlicher Höhepunkt war eine dreimonatige Dopingsperre wegen unerlaubter Einnahme des Mittels Pseudoephedrin, die der Weltverband im Oktober 1995 gegen ihn und seinen Landsmann Scott Friederichsen aussprach. (siehe auch in diesem Zusammenhang Artikel FIVB World Tour 1994/95 der Männer)
Bei den Olympischen Spielen 1996 in Atlanta gewann Whitmarsh zusammen mit Michael Dodd hinter ihren US-amerikanischen Landsleuten Karch Kiraly und Kent Steffes die Silbermedaille im Beachvolleyball. Ebenso konnte er im Folgejahr eine Silbermedaille bei den Beachvolleyballweltmeisterschaften 1997 in Los Angeles erkämpfen. 2002 wurde er als Bester Blockspieler ausgezeichnet. Mit Ende der Saison 2004 beendete Whitmarsh seine Beachvolleyballkarriere im vergleichsweise hohen Alter von 41 Jahren. In seiner Karriere, die mit 15 Jahren trotz des relativ späten Einstiegs ungewöhnlich lang war, konnte er 28 Titel und ein Preisgeld von über 1,6 Mio. $ einspielen. Damit gehörte er zuletzt immer noch zu den Top Ten der bestverdienenden Beachvolleyballer aller Zeiten. Derartige Erfolge in zwei so unterschiedlichen Sportarten wie Basketball und Beachvolleyball feiern zu können, ist auf Weltniveau außergewöhnlich, zumal Whitmarsh erst sehr spät mit dem Beachvolleyballspielen angefangen hatte.
Seit seinem Karriereende war er als Immobilienmakler in Kalifornien tätig.
Am 17. Februar 2009 wurde er tot in der Garage eines Hauses in Solana Beach gefunden, das einem Freund gehört, bei dem er sich gelegentlich aufhielt. Nach den Feststellungen des Gerichtsmediziners handelte es sich um Suizid durch das Einatmen von kohlenmonoxydhaltigen Auspuffabgasen. Whitmarsh war verheiratet und hatte zwei Töchter. Beide sind im Beachvolleyball aktiv. Kendall ist Junior an der Arizona State University. Als Sophomore war sie entscheidend daran beteiligt, dass die Sun Devils zum ersten Mal in ihrer Geschichte die NCAA Play-offs erreichten. Jaden hat ihr Studium an der UCLA bereits beendet und verdient ihren Lebensunterhalt inzwischen als Beachprofi. (Stand:2025) Sie stand mit den Bruins dreimal im NCAA Finale. Der Vater lebte mit seiner Familie nahe San Diego.